# Amsterdamsche Football Club Ajax 1985-1986
Questa voce raccoglie le informazioni riguardanti l'Amsterdamsche Football Club Ajax nelle competizioni ufficiali della stagione 1985-1986.

## Stagione
In questa stagione l'allenatore è Johan Cruijff, che aveva esordito alla fine dell'annata precedente. Nella rosa ufficiale entrano i giovani Aron Winter e Rob Witschge.
Anche stavolta l'Ajax, come spesso accaduto negli anni immediatamente precedenti, viene eliminato al primo turno delle competizioni europee: a mettere subito fine al cammino nella Coppa dei Campioni è il Porto, vittorioso per 2-0 nella sfida casalinga, mentre il ritorno si conclude a reti bianche. I Lancieri terminano il  campionato al secondo posto, otto punti dietro al PSV, tuttavia Marco van Basten risulta essere non solo il capocannoniere del torneo (per la terza volta consecutiva), ma anche il miglior marcatore a livello europeo, conquistando quindi la Scarpa d'oro 1986. Alla fine la squadra può comunque festeggiare un trofeo, la KNVB beker, vinta battendo in finale l'RBC Roosendaal.

## Organigramma societario
Fonte
Area direttiva
- Presidente:  Ton Harmsen.

Area tecnica
- Allenatore:  Johan Cruijff.

## Rosa
Fonte
| N. |                        | Ruolo | Calciatore     |
| -- | ---------------------- | ----- | -------------- |
|    | Paesi Bassi (bandiera) | P     | Stanley Menzo  |
|    | Paesi Bassi (bandiera) | D     | Peter Boeve    |
|    | Paesi Bassi (bandiera) | D     | Ronald Koeman  |
|    | Paesi Bassi (bandiera) | D     | Edo Ophof      |
|    | Paesi Bassi (bandiera) | D     | Frank Rijkaard |
|    | Paesi Bassi (bandiera) | D     | Sonny Silooy   |
|    | Paesi Bassi (bandiera) | D     | Walter Smak    |
|    | Paesi Bassi (bandiera) | D     | Ronald Spelbos |
|    | Scozia (bandiera)      | C     | Ally Dick      |
|    | Paesi Bassi (bandiera) | C     | Arnold Mühren  |
|    | Australia (bandiera)   | C     | Mike Petersen  |

| N. |                        | Ruolo | Calciatore        |
| -- | ---------------------- | ----- | ----------------- |
|    | Paesi Bassi (bandiera) | C     | Rob Rijnink       |
|    | Paesi Bassi (bandiera) | C     | Richard Sneekes   |
|    | Paesi Bassi (bandiera) | C     | Gerald Vanenburg  |
|    | Paesi Bassi (bandiera) | C     | Aron Winter       |
|    | Paesi Bassi (bandiera) | C     | Rob Witschge      |
|    | Turchia (bandiera)     | C     | Mustafa Yücedağ   |
|    | Paesi Bassi (bandiera) | A     | John Bosman       |
|    | Paesi Bassi (bandiera) | A     | Rob de Wit        |
|    | Paesi Bassi (bandiera) | A     | Desmond Gemert    |
|    | Paesi Bassi (bandiera) | A     | John van 't Schip |
|    | Paesi Bassi (bandiera) | A     | Marco van Basten  |

## Statistiche

### Statistiche di squadra
| Competizione       | Punti | Totale | Totale | Totale | Totale | Totale | Totale |
| Competizione       | Punti | G      | V      | N      | P      | Gf     | Gs     |
| ------------------ | ----- | ------ | ------ | ------ | ------ | ------ | ------ |
| Eredivisie         | 52    | 34     | 25     | 2      | 7      | 120    | 35     |
| KNVB beker         | -     | 6      | 6      | 0      | 0      | 17     | 2      |
| Coppa dei Campioni | -     | 2      | 0      | 1      | 1      | 0      | 2      |
| Totale             |       | 42     | 31     | 3      | 8      | 137    | 39     |

### Statistiche individuali
- Capocannoniere della Eredivisie
  - Marco van Basten (37 gol)
- Scarpa d'oro
  - Marco van Basten
- Calciatore olandese dell'anno
  - Marco van Basten
- Gouden Schoen
  - Frank Rijkaard